# Le'a Nas
Le'a Nas (hebrejsky: לאה נס, též Le'a Nas Arden, * 27. prosince 1961) je izraelská politička a poslankyně Knesetu za stranu Likud.

## Kariéra
Získala vysokoškolské vzdělání (doktorát) v oboru biochemie na Bar-Ilanově univerzitě. V letech 1982–1991 přednášela na Bar-Ilanově univerzitě. V letech 1993–2003 byla členkou městské rady ve městě Giv'at Šmu'el, přičemž v roce 1998 a pak znovu v období 2002–2003 zastávala i post místostarostky tohoto města. Zároveň v roce 1996 pracovala v sekci zdravotnictví a životního prostředí při Svazu místních samospráv. V letech 1997–2003 byla členkou výboru Izraelské poštovní společnosti.
Do Knesetu nastoupila poprvé po volbách roku 2003, ve kterých kandidovala za stranu Likud. Ve funkčním období 2003–2006 působila jako předsedkyně parlamentního výboru pro vědu a technologie a jako členka výboru pro práva dětí a výboru pro vnitřní záležitosti a životní prostředí. Ve volebním období 2006-2009 nebyla zastoupena v parlamentu. Do Knesetu se vrátila po volbách roku 2009. V tomto funkčním období zaujala vládní post náměstkyně ministra pro záležitosti penzistů.

## Osobní život
Žije ve městě Giv'at Šmu'el, je vdaná, má pět dětí. Hovoří hebrejsky a anglicky.